# Tarnkappe
Eine Tarnkappe (von altdeutsch tarni, „heimlich“) ist ein mythischer Gegenstand, der es seinem Träger ermöglichen soll, sich zeitweise unsichtbar zu machen (eskamotieren zu lassen).

## Tarnkappen in der Mythologie
Siegfried erringt im Nibelungenlied die Tarnkappe von einem Zwerg namens Alberich, der den Hort der Nibelungen bewacht. Im Nibelungenlied ist die Tarnkappe keine Kopfbedeckung, sondern – dem frühmittelalterlichen deutschen Sprachgebrauch entsprechend – ein Mantel oder Umhang, die Cappa (vgl. Cape).
König Laurin nutzt eine Tarnkappe, um ungesehen an einer Maifahrt teilzunehmen, zu der er zu seinem großen Ärger nicht eingeladen wurde.
Einen Helm, der seinem Träger Unsichtbarkeit verleiht, fertigen die Zyklopen der griechischen Mythologie dem Unterweltengott Hades, damit er Zeus im Kampf gegen die Titanen beistehen kann.
Eine weitere Tarnkappe wird Perseus auf seinem Weg zur Gorgone Medusa von den Nymphen überreicht, bzw. Perseus nimmt sich diese von den Graien, die er zuvor überlistet hat.

## Tarnkappen in der Technik
Derzeit wird an einer realen Umsetzung einer Tarnkappe geforscht und gearbeitet (active camouflage). Ein Tarnkappenprototyp wurde bereits fertiggestellt. Dabei werden Metamaterialien verwendet, die einen negativen Brechungsindex besitzen.
Des Weiteren werden verschiedene Methoden zur Lichtbrechung entwickelt, die Licht durch spezielle Nanoröhren oder Kristalle um das zu tarnende Objekt leiten, sodass es mangels Reflexion und Silhouette im visuellen Bereich nicht erfasst werden kann.
Insbesondere für militärische Anwendungen werden diverse Techniken verwendet, um die Ortung von Wasser-, Luft-, und Landfahrzeugen zu erschweren.  
Scharfschützen, Jäger und Naturfotografen tarnen sich mit  „Ghillie suits“, Umhängen die mit naturfarbenen, der Umgebung angepassten Stofffetzen besetzt sind.